# أرز باللبن

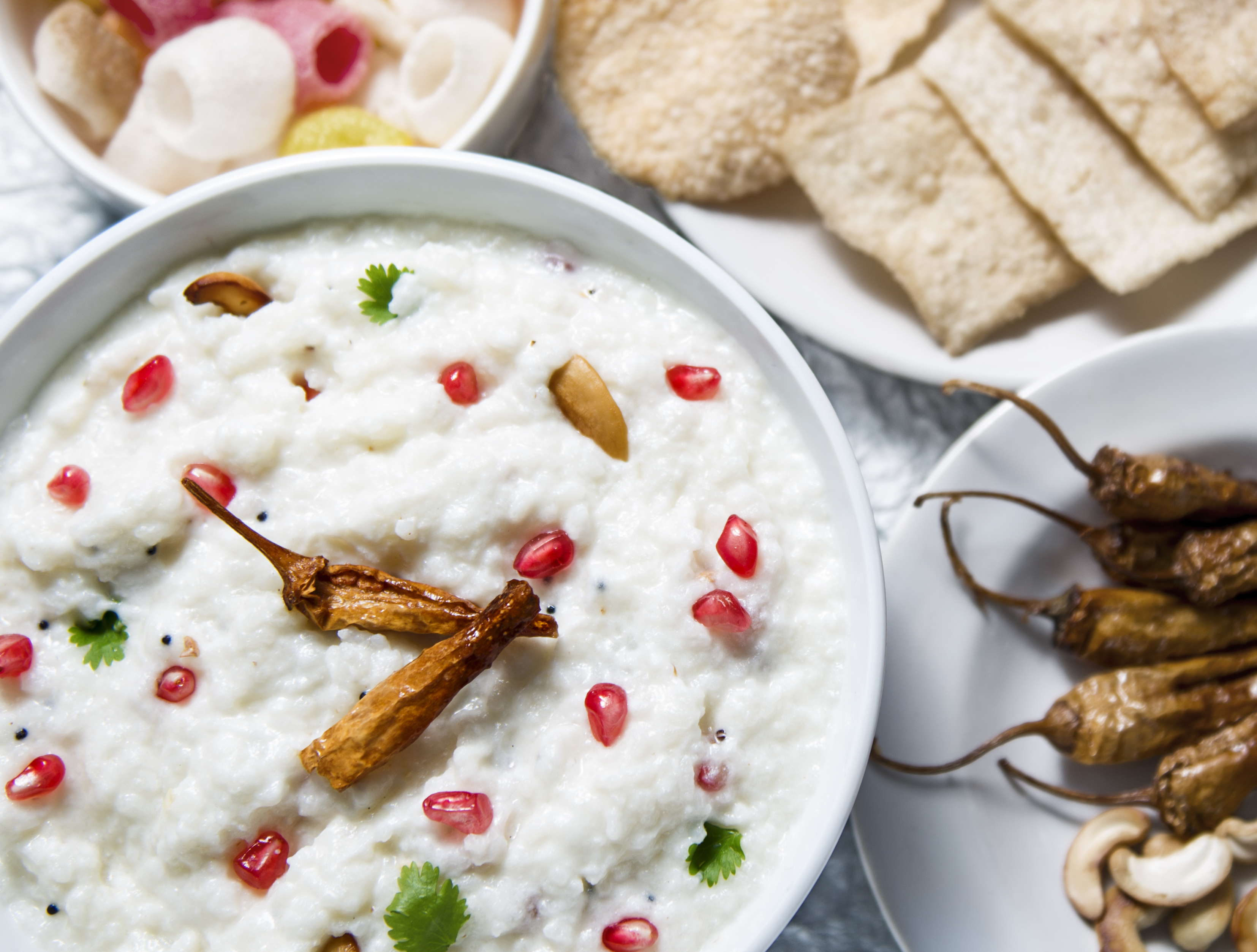
رز باللبن الرائب أسماء بديله: رز باللبن. مكان المنشأ: الهند. المنطقة أو الولاية: شبه القارة الهندية. المكونات الرئيسية: أرز وزبادي وتنقيع.

أرز باللبن الرائب، أيضًا معروف بأرز باللبن، طبق عُرف به الهنود. تشير كلمة "curd" في اللغة الإنجليزية الهندية إلى اللبن غير المحلى. هو الأرز الأكثر شعبية في الولايات الهندية في تاميل نادو وكارناتاكا وتيلانجانا وأندرا براديش.
يطلق على الأرز في ولاية تاميل نادو “thayir saadam” وفي ولايتي تيلانجانا وأندرا براديش يطلق عليه “daddojanam” ويتم تقديمه على أنه prasadam (طعام مبارك) للمصلين في المعابد.

## التحضير
بينما يتم تحضيره بسهولة كبيرة عن طريق خلط الأرز الأبيض المطهو على البخار واللبن، إلا أنه يمكن استخدام طرق أكثر تفصيلًا عند الحاجة. وصفة بسيطة: الأرز مطهو على البخار بحيث ينقسم إلى عجينة تقريبًا.
يُسمح بعد ذلك بالتبريد إلى درجة حرارة الغرفة، وبعد ذلك يتم وضع التوابل مثل الفلفل الأخضر المفروم والزنجبيل وأوراق الكاري وأحيانًا جنبًا إلى جنب مع "tadka of urad dal" وبذور الخردل وبذور الكمون والأسافويتيدا. أخيرًا، يتم إضافة اللبن والملح.
بدلاً من ذلك، يمكن تحضيرها عن طريق طحن الأرز المطبوخ المتبقي مع بعض الملح واللبن والقليل من الحليب لتقليل نكهة اللبن أو لمنعه من ان يصبح حامض جدًا. مع تزيين “Urad dal” المقلي والخردل وبذور الفلفل الأخضر والكزبرة المفرومة. أيضا، إضافة عدد قليل من البصل المفروم في شرائح كبيرة سيساعد الأرز المطحون على التخمر عند الحاجة للحفاظ عليه.

## التقديم

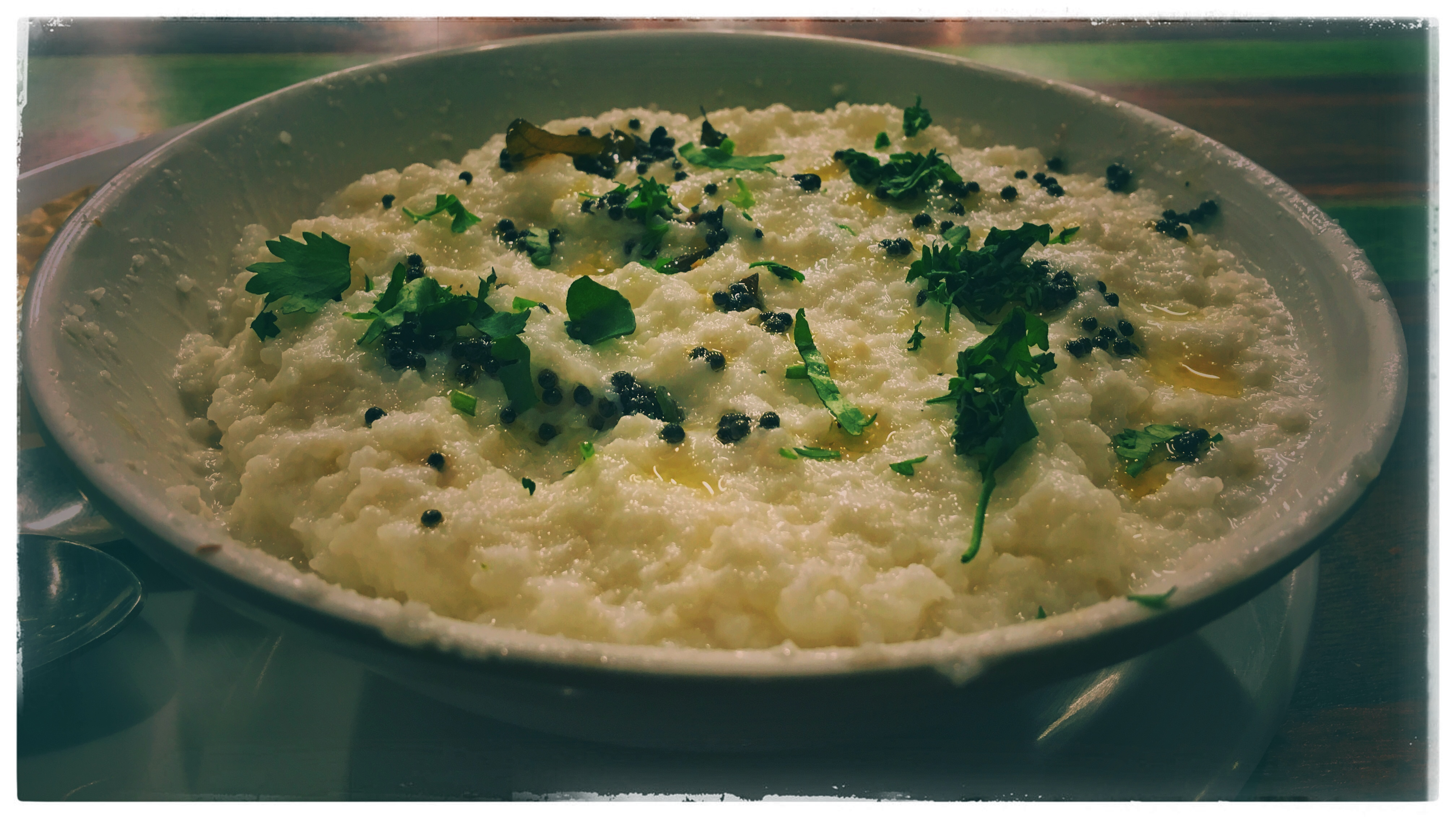

غالبًا يتم تناول الأرز باللبن مصحوبًا بمخللات من جنوب آسيا مثل المانجو أو الجير. في منزل من جنوب الهند، من المألوف تناول الأرز باللبن في نهاية الغداء والعشاء، لأن هذا يساعد في تخفيف آثار الأطعمة الغنية بالتوابل التي اكلت قبل ذلك. ويقال أيضًا انه يساعد في عملية الهضم.
في بعض المناطق يتم تقديم الأرز المطحون بأسلوب فريد من نوعه حيث يتم خلط الأرز المطهو على البخار مع الأرز المعتدل والمملح ثم يخفف مع بذور الخردل وأوراق الكاري والفلفل الحار الجاف و"urad dal" يختلف التزيين باختلاف المنطقة، ويتراوح بين الجزر المبشور وبذور الرمان والزبيب والعنب الأخضر والأرجواني وجوز الكاجو المقلي والمانجو المبشور والبوندي. يمكن تقديمه دافئًا أو مبردًا. وتشمل الخيارات الإضافية رشة من «الحلتيت» مسحوق المحمص.
الأرز باللبن يعتبر غذاء صحي، والاختلاف هو إضافة الذرة والجزر في الأرز باللبن لجعله وجبة لذيذة.

## القي نظرة على
المطبخ الهندي
```
قائمة أطباق الأرز
```

أرز congee
المطبخ الهندي الجنوبي
طبق Udupi